# Jensen Interceptor
La Interceptor è un'autovettura sportiva (coupé o cabriolet) prodotta dalla Jensen Motors tra il 1966 ed il 1976.

## La genesi
Nel 1964 con l'uscita di produzione ormai prossima (sarebbe cessata nel 1968) dell'Austin-Healey 3000, assemblata dalla Jensen, e la perdita, per problemi di qualità, della commessa di costruzione della Volvo P1800, la casa britannica aveva la necessità di un modello da produrre su una scala simile, che ridesse, al contempo, prestigio alla marca sostituendo l'anziana C-V8.
Il disegno del nuovo modello, su pianale progettato dalla Jensen, venne inizialmente affidato, nel 1964, alla Carrozzeria Touring di Milano che, tuttavia, dovette rinunciare all'incarico a causa dei suoi impegni con l'Alfa Romeo. Nel 1965 il progetto passò alla Vignale di Torino, che sviluppò stilisticamente i bozzetti della Touring e realizzò anche i prototipi. La Vignale presentò due varianti: una coupé con portellone posteriore e lunotto a "cupola" e una cabriolet, derivata dalla coupé, ma più classica ed elegante. La scelta dei vertici Jensen cadde sulla prima.

## La Mk I (1966-1968)
La Mk I venne svelata per la prima volta al 51º Salone di Londra del 1966. Per motorizzare la vettura venne confermata la scelta del V8 Chrysler, già visto sulla precedente C-V8 e su modelli di altre piccole case inglesi (come la Bristol 411). Il motore americano da 6276 cc aveva testate e basamento in ghisa, 1 solo albero a camme centrale, 1 carburatore quadricorpo Carter AFB ed era capace di 325 CV.
Dal punto di vista tecnico la grossa coupé inglese (era lunga 477 cm, larga 175 cm e dotata di un passo di 267 cm), era tradizionale e innovativa: trazione posteriore, retrotreno ad assale rigido, con ammortizzatori variabili Armstrong Selectaride, balestre semiellittiche e barra Panhard, trasmissione automatica Chrysler Torqueflite a 3 marce eccettuate 22 auto fornite di cambio meccanico a 4 rapporti, solo su questa serie, differenziale autobloccante Power Lock della Salisbury e sterzo (a cremagliera) privo di servocomando. Raffinato e moderno l'impianto frenante con 4 dischi e servofreno.
La pesante (1680 kg) gran turismo inglese, rifinita all'interno con materiali pregiati come pelle e inserti in radica di noce per sedili, pannelli delle portiere e cruscotto, toccava i 214 km/h.
Nel 1968 la Jensen ruppe ogni schema presentando la Interceptor FF, dotata di trazione integrale permanente con differenziale centrale Ferguson (FF stava, appunto, per Ferguson Formula). La coppia era ripartita al 63% al posteriore e al 37% all'anteriore. Il motore era lo stesso della versione a trazione posteriore, ma a causa del maggior peso (1830 kg) le prestazioni erano inferiori (210 km/h). Il passo venne incrementato di 76 mm per salvaguardare l'abitabilità interna. Cambiarono anche i freni: I dischi anteriori divennero autoventilati, (mentre dietro rimanevano "pieni") e veniva adottato un sistema antibloccaggio Dunlop Maxaret, antesignano dei moderni sistemi ABS.
Naturalmente al momento del lancio la versione FF suscitò molto scalpore: si trattava della prima autovettura a trazione integrale non fuoristrada prodotta in (sia pur piccola) serie.
Della Mk1 vennero prodotti in totale 1.024 esemplari.

## La Mk II (1969-1971)
Nel 1969 la Interceptor venne ristilizzata nel frontale (mascherina e altri particolari minori) e negli interni (con modifiche di dettaglio). Con l'occasione, grazie ad un nuovo carburatore, la potenza crebbe a 330 CV, mentre i freni anteriori vennero dotati di dischi autoventilati (quelli posteriori rimanevano a dischi '"pieni'). Le stesse modifiche estetiche e al motore vennero apportate anche alla versione a trazione integrale FF.
Della Mk 2 ne vennero prodotti 1.128 esemplari.

## La Mk III (1971-1976)

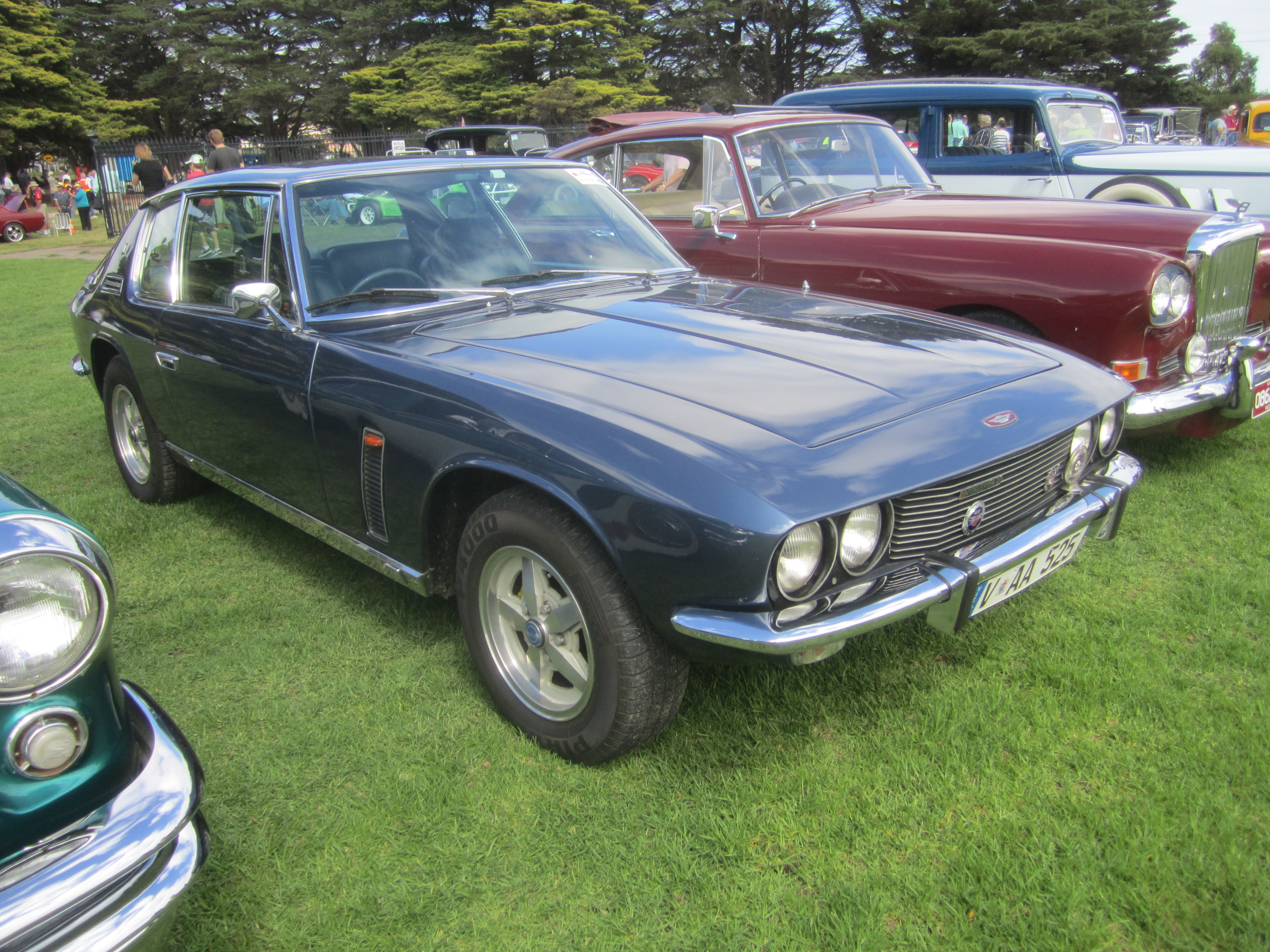
La Jensen Interceptor Mk 3

Nel 1971 una serie di miglioramenti interni (nuovi sedili, migliore dotazione di accessori), esterni (nuovi cerchi in lega e altri particolari) e tecnici diedero vita alla MK 3.
Dal punto di vista meccanico si segnalavano l'adozione di dischi posteriori autoventilanti e la disponibilità di un motore di cilindrata maggiorata a 7206 cm³ (385 CV, 230 km/h), accanto al solito 6286 cm³, la cui potenza scendeva, però, a 300 CV (210 km/h).
Con la serie Mk 3 non venne più proposta la raffinata versione FF a 4 ruote motrici.
Le Interceptor Mk3 uscirono di listino nel 1976, quando la Jensen chiuse i battenti.
Tra il 1971 e il 1973 vennero prodotte 2.477 vetture mentre nei tre anni successivi, in cui era in vendita anche la versione cabriolet, la produzione fu di 1.779 esemplari.

## La Mk 3 Cabriolet (1974-1976)
Nel 1974 venne ripreso (senza modifiche rilevanti) l'iniziale progetto di cabriolet e proposta, sia in Europa che in USA, la Interceptor Mk3 Cabriolet (con motore di 6286 o 7206 cm³). Nel tentativo di ampliare la gamma senza modifiche sostanziali sulla base della convertibile venne proposta una diversa versione coupé della Interceptor che consisteva in una versione con Hardtop fisso della cabriolet. Questa versione coupé non raggiunse il successo sperato, solo 54 esemplari, e non venne mai più replicata. La produzione cessò nel 1976.

## La S4
Nel 1987 ci fu un breve tentativo di riportare in produzione la Interceptor. Sostanzialamente invariata nella linea la S4 venne proposta nelle versioni coupé e cabriolet ed era dotata di un motore V8, sempre di derivazione Chrysler, da 5898 cm³ per una potenza nominale di 243 CV ma variabile dai 188 CV della versione a carburatore quadricorpo e con catalizzatore, ai 280 CV del tipo ad iniezione senza catalizzatore.

## La S
Nel 2011 la Jensen International Automotive, in collaborazione con la Carphone Warehouse, ha ripreso la produzione della Interceptor. Tale versione, denominata S, mantiene inalterato il design interno ed esterno delle precedenti versioni, ma aggiorna la componente meccanica con l'introduzione di sospensioni indipendenti posteriori di origine Jaguar, di un impianto frenante AP Racing e di un nuovo motore Chevrolet LS3 da 430 cv di potenza gestito da un cambio automatico che fa accelerare la vettura da 0 a 100 km/h in 4.5 secondi, con velocità massima di 270 km/h. Il peso è stato ridotto di 400 kg rispetto ai modelli precedenti.

## Dati produttivi e scheda tecnica
In totale sono state prodotte 6408 Interceptor coupé (di cui 263 in versione FF a trazione integrale) e 508 Interceptor Cabriolet.